# 츄죠 토모요
츄죠 토모요(일본어: 中条智世 주조 도모요[*], 8월 25일, 생년 비공개)는 일본의 여자 성우 및 가수이다.

## 출연작

### 비디오 게임
- 쿠키런: 킹덤 - 양파맛 쿠키